# Bandeirantes do Tocantins
Bandeirantes do Tocantins – miasto i gmina w Brazylii, w stanie Tocantins. Znajduje się w mezoregionie Ocidental do Tocantins i mikroregionie Araguaína, 360 od stolicy stanu, Palmas.